# Маркиан Кирский
Маркиа́н (др.-греч. Μαρκιανός; лат. Marcianus; IV век) — христианский подвижник, сирийский пустынник, преподобный.

## Жизнеописание
Сведения о жизни Маркиана сообщает Феодорит Кирский в 3-й главе книги «История боголюбцев». Маркиан родился в городе Кире, в Сирии. Маркиан был знатного происхождения, он жил вместе со своими благородными родителями; Феодорит Кирский пишет, что Маркиан жил во дворце. Оставив прежнее жительство, Маркиан выбрал для своего проживанию пустыню, в которой устроил малую и даже несоразмерную со своим телом хижину; он обнёс её небольшой оградой, затворился в ней навсегда, прервав всякое общение с людьми, возжелав одного только Божественного. В хижине Маркиан проводил время в посте и молитвах. Пищей Маркиана был один хлеб, и притом вкушал он его в определённой мере; он фунт хлеба, разделив на четыре части, назначал себе на четыре дня, и каждый день были ещё остатки. Ел он один раз в день вечером и никогда не ел досыта. Постом для себя он считал постоянный голод. Некоторое время Маркиан жил один, а позже принял к себе в келью и жил вместе с двумя учениками, имена которых — Евсевий и Агапит. Так как келья Маркиана была очень тесной для троих, то Маркиан разрешил своим ученикам построить рядом с ним келью, в которой оба его ученика жили вдвоём.
Ученик Маркиана Агапит перешёл к Апамее, в большое и многолюдное селение Никерти (др.-греч. Νικέρτη); в нём Агапит устроил два монастыря, один из которых назван его именем, а другое — именем дивного Симеона, который пятьдесят лет блистал своим любомудрием. В 440-х годах в этих монастырях проживало более 400 людей. Агапит стал впоследствии епископом.
Рядом с Маркианом собрались ученики, и образовался монастырь. Этими монахами управлял Евсевий, он принял на себя заботу об учителе Маркиане; и он один получил право иногда навещать его. Маркиан пользовался громадным уважением среди архиереев. Феодорит Кирский описывает один случай: к нему для душевной пользы однажды вместе пришли патриарх Антиохийский Флавиан, епископ Верои Акакий, епископ Халкидонский Евсевий, епископ Кирский Исидор, епископ Иеропольский Феодот. После беседы и совместной молитвы с Маркианом архиереи хотели рукоположить его во иерея, но не решались возложить на него руки; все предлагали сделать это друг другу, но каждый отказывался, и они затем удалились. Маркиан при помощи своих проповедей отвращал людей от ересей, таких как аполлинаризм, арианство, савеллианство, мессалианство. Старца Авраамия Маркиан сумел убедить праздновать Пасху согласно определению Никейского собора. Многие люди повсюду устроили для Маркиана надгробные часовни (место для его захоронения): в Кире — его племянник Алипий, в Халкидоне — некая благородная и богатая Зиновиана; и многие другие сделали то же, стараясь привлечь к себе подвижника. Маркиан, узнав об этом, призвал Евсевия и обязал его клятвой, чтобы он положил его тело в тайном месте и чтобы никто, кроме двух ближайших его сообщников, не знал, где он похоронен, пока не пройдёт значительное число лет.
Маркиан носил вериги весом 80 фунтов. Ученики подражали ему. Агапит носил вериги весом 50 фунтов. Евсевий носил вериги весом 120 фунтов. После смерти Маркиана и Агапита Евсевий взял их вериги и носил их вместе со своими. Маркиан возрастил ученика Василия, который спустя много времени возле города Селевковила (др.-греч. Σελευκόβηλος)) создал иноческую обитель. Феодорит описывает случаи изгнания бесов Маркианом.